# Metroul din München
Metroul din München (în germană Münchner U-Bahn) este alături de S-Bahn München cel mai important mijloc de transport public de călători din capitala Bavariei. Metroul a fost inaugurat în data de 19 octombrie 1971. În prezent rețeaua de metrou din München are o lungime de 103,1 km și dispune de 96 de stații.
În anul 2017 a transportat 410 milioane de călători.

## Legături externe
Materiale media legate de Metroul din München la Wikimedia Commons
- Site web oficial